# Translatio studii
Translatio studii (en latín, «transferencia de aprendizaje») es un concepto historiográfico, originado en la Edad Media, en el que la historia es vista como una sucesión lineal de transferencias de conocimiento o aprendizaje de un lugar geográfico y un tiempo a otro. El concepto está estrechamente vinculado al de translatio imperii, que describe de forma similar el movimiento de la dominación imperial. Se cree que ambos términos tienen su origen en el segundo capítulo del Libro de Daniel de la Biblia hebrea (versículos 39-40).
Translatio studii es un tópico literario que nace en el siglo IX, desarrollando una metáfora con la que se identifica el desplazamiento del sol de este a oeste con el traslado de las zonas que sucesivamente representan el más importante centro del saber. Si el primero de ellos sería el jardín del Edén, le seguiría Babilonia y Jerusalén, después Atenas y luego Roma. Esta idea estaría basada en un pasaje bíblico: la interpretación de Daniel al sueño de Nabucodonosor.
En el siglo XII Chrétien de Troyes da un paso más, identificando París como nuevo centro del saber y el romanz (la lengua romance o vulgar) como la nueva lengua apropiada para la cortoisie (la actitud propia de los caballeros), y ya no el latín. Como encomio de las universidades o las academias que se creaban en cualquier otra ciudad de Europa occidental, la expresión "Atenas moderna" se reivindicaba para emparentarla con aquellas en las que florecieron el arte y cultura clásica. Cualquier ciudad podía ser objeto de un encomio semejante:

... ¡oh gran Sevilla!, Roma triunfante en ánimo y nobleza.
Miguel de Cervantes, Al túmulo del rey Felipe II en Sevilla.

La metáfora se retoma en el siglo XVII por el inglés George Herbert, que la aplica a un futuro paso de la "luz" al Nuevo Mundo, al otro lado del Atlántico. También se ha utilizado para identificar la idea del "alba" del conocimiento en el Siglo de las Luces.
El corolario pesimista de la translatio studii es la translatio stultitiae: las regiones abandonadas por la luz se ensombrecen, cayendo en la ignorancia; así lo utiliza en el siglo XVIII Alexander Pope.

## Translatio studiorum
La Translatio studiorum es la transferencia del conocimiento de los textos griegos de la Antigüedad (particularmente de la filosofía aristotélica), pasando por el Próximo Oriente (Siria, Persia, Bagdad), la España musulmana (Córdoba califal, reinos de taifas) y cristiana medieval (escuela de traductores de Toledo) hasta el renacimiento intelectual que marca su redescubrimiento por la Europa latina .
Puede considerarse que la translatio studiorum comienza en el año 529, cuando Justiniano I cierra la Academia de Atenas y culmina con la llegada del aristotelismo a la universidad de París en el siglo XII.